# Едер Мілітао
Едер Мілітао (порт. Éder Militão, нар. 18 січня 1998, Сертанзінью) — бразильський футболіст, захисник клубу «Реал Мадрид» і національної збірної Бразилії.

## Клубна кар'єра
Народився 18 січня 1998 року в місті Сертанзінью. Вихованець футбольної школи клубу «Сан-Паулу». Дорослу футбольну кар'єру розпочав 2017 року в основній команді того ж клубу, в якій провів один сезон, взявши участь у 18 матчах чемпіонату. 
До складу клубу «Порту» приєднався влітку 2018 року, уклавши з клубом п'ятирічний контракт. У португальській команді молодий бразилець, який крім «рідної» позиції на правому фланзі захисту може зіграти як у центрі захисту, так і в опорній зоні.
2019 року приєднався до складу клубу «Реал Мадрид».

## Виступи за збірні
2015 року провів п'ять ігор у складі юнацької збірної Бразилії.
12 вересня 2018 року дебютував в офіційних матчах у складі національної збірної Бразилії.
| Дата       | Місто          | Господарі | Результат               | Гості          | Турнір                            | Голи | Примітки |
| ---------- | -------------- | --------- | ----------------------- | -------------- | --------------------------------- | ---- | -------- |
| 12-9-2018  | Лендовер       | Бразилія  | 5 – 0                   | Сальвадор      | товариський матч                  | -    |          |
| 23-3-2019  | Порту          | Бразилія  | 1 – 1                   | Панама         | товариський матч                  | -    |          |
| 6-6-2019   | Бразиліа       | Бразилія  | 2 – 0                   | Катар          | товариський матч                  | -    | 81'      |
| 9-6-2019   | Порту-Алегрі   | Бразилія  | 7 – 0                   | Гондурас       | товариський матч                  | -    | 46'      |
| 7-7-2019   | Ріо-де-Жанейро | Бразилія  | 3 – 1                   | Перу           | Копа Америка 2019 - Фінал         | -    | 77'      |
| 10-9-2019  | Лос-Анджелес   | Бразилія  | 0 – 1                   | Перу           | товариський матч                  | -    |          |
| 15-11-2019 | Ер-Ріяд        | Бразилія  | 0 – 1                   | Аргентина      | товариський матч                  | -    | 64'      |
| 19-11-2019 | Абу-Дабі       | Бразилія  | 3 – 0                   | Південна Корея | товариський матч                  | -    |          |
| 3-6-2021   | Порту-Алегрі   | Бразилія  | 2 – 0                   | Еквадор        | Відбір до ЧС 2022                 | -    | 47'      |
| 8-6-2021   | Асунсьйон      | Парагвай  | 0 – 2                   | Бразилія       | Відбір до ЧС 2022                 | -    |          |
| 13-6-2021  | Бразиліа       | Бразилія  | 3 – 0                   | Венесуела      | Копа Америка 2021 - груповий етап | -    |          |
| 17-6-2021  | Ріо-де-Жанейро | Бразилія  | 4 – 0                   | Перу           | Копа Америка 2021 - груповий етап | -    |          |
| 27-6-2021  | Гоянія         | Бразилія  | 1 – 1                   | Еквадор        | Копа Америка 2021 - груповий етап | 1    |          |
| 2-7-2021   | Ріо-де-Жанейро | Бразилія  | 1 – 0                   | Чилі           | Копа Америка 2021 - чвертьфінал   | -    | 90+1'    |
| 5-7-2021   | Ріо-де-Жанейро | Бразилія  | 1 – 0                   | Перу           | Копа Америка 2021 - півфінал      | -    | 85'      |
| 2-9-2021   | Сантьяго       | Чилі      | 0 – 1                   | Бразилія       | Відбір до ЧС 2022                 | -    |          |
| 9-9-2021   | Ресіфі         | Бразилія  | 2 – 0                   | Перу           | Відбір до ЧС 2022                 | -    |          |
| 10-10-2021 | Барранкілья    | Колумбія  | 0 – 0                   | Бразилія       | Відбір до ЧС 2022                 | -    |          |
| 16-11-2021 | Сан-Хуан       | Аргентина | 0 – 0                   | Бразилія       | Відбір до ЧС 2022                 | -    |          |
| 27-1-2022  | Кіто           | Еквадор   | 1 – 1                   | Бразилія       | Відбір до ЧС 2022                 | -    | 45+2'    |
| 29-3-2022  | Ла-Пас         | Болівія   | 0 – 4                   | Бразилія       | Відбір до ЧС 2022                 | -    |          |
| 6-6-2022   | Токіо          | Японія    | 0 – 1                   | Бразилія       | товариський матч                  | -    |          |
| 23-9-2022  | Гавр           | Бразилія  | 3 – 0                   | Гана           | товариський матч                  | -    |          |
| 28-11-2022 | Доха           | Бразилія  | 1 – 0                   | Швейцарія      | ЧС 2022 - груповий етап           | -    |          |
| 2-12-2022  | Лусаїл         | Камерун   | 1 – 0                   | Бразилія       | ЧС 2022 - груповий етап           | -    | 7'       |
| 5-12-2022  | Доха           | Бразилія  | 4 – 1                   | Південна Корея | ЧС 2022 - 1/8 фіналу              | -    | 63'      |
| 9-12-2022  | Ер-Раян        | Хорватія  | 1 – 1 д.ч. (4 – 2 п.п.) | Бразилія       | ЧС 2022 - чвертьфінал             | -    | 106'     |
| Усього     |                | Матчів    | 27                      |                | Голів                             | 1    |          |

## Титули і досягнення
«Реал Мадрид»
Володар Суперкубка Іспанії (3): 2019, 2021, 2023
Чемпіон Іспанії (3): 2019–20, 2021–22, 2023-24
Володар кубка Іспанії (1): 2022–23
Переможець Ліги Чемпіонів УЄФА (2): 2021–22, 2023-24
Володар Суперкубка УЄФА (1): 2022
Переможець Клубного чемпіонату світу (1): 2022
Бразилія
Переможець Суперкласіко де лас Амерікас (1): 2018
Володар Кубка Америки (1): 2019
Срібний призер Кубка Америки (1): 2021